# Dębno Królewskie
Dębno Królewskie – wieś w Polsce położona w województwie wielkopolskim, w powiecie kolskim, w gminie Babiak.
Wieś królewska Dębna należąca do starostwa kolskiego, pod koniec XVI wieku leżała w powiecie konińskim województwa kaliskiego. W latach 1975–1998 miejscowość administracyjnie należała do województwa konińskiego.

## Informacje ogólne
Wieś położona 13 km na północ od Koła przy lokalnej drodze z Wrzący Wielkiej do Babiaka. We wsi znajduje się szkoła podstawowa i cmentarz parafialny z pobliskiego Dębna Poproboszczowskiego.